# Circo Bulevar Tsvetnoi
El Circo Nikulin en el Bulevar Tsvetnói de Moscú (en ruso: Московский цирк Никулина на Цветном бульваре, transl. Moskovski tsirk Nikúlina na Tsvetnom bulvare) es un circo ruso y el único que hubo en Moscú entre 1926 hasta 1971, que se ha convertido en el más popular del país. 

## Historia
Fue inaugurado el 20 de octubre de 1880 bajo el nombre de Solomonski. Durante la época soviética tuvo varios cambios de nombre.
En 1939, los actores circenses recibieron el galardón de la Orden de Lenin. Entre los actores que han trabajado en el lugar se encuentran los payasos Karandash, Oleg Popov y Yuri Nikulin, siendo este el dueño de la compañía durante quince años hasta su fallecimiento en 1997. En el mismo año erigieron una estatua enfrente del circo, lo rebautizaron con su nombre como homenaje y pasó a llamarse, Circo Nikulin.
Desde la muerte de Nikulin, el circo es dirigido por su hijo Maxim.

## Véase también

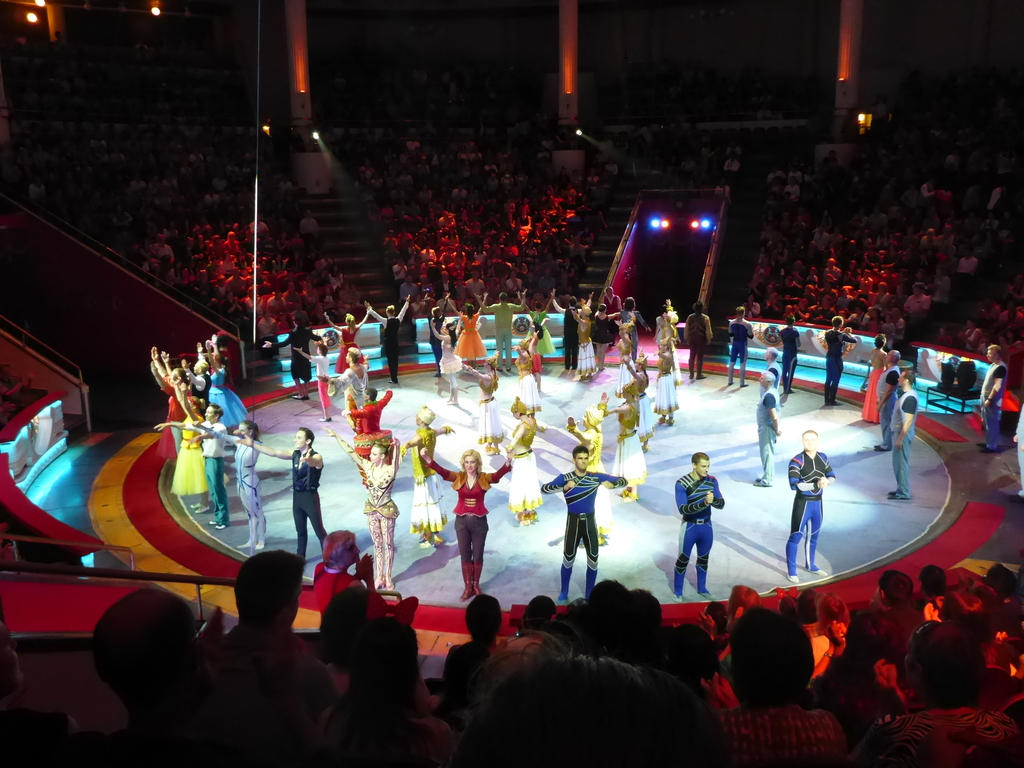
Saludo tras espectáculo en verano de 2016

Estatua homenaje a Yuri Nikulin en las afueras del circo